# Centerville (Géorgie)
Pour les articles homonymes, voir Centerville.
Centerville est une ville américaine située dans le comté de Houston, en Géorgie. Selon le recensement de 2020, sa population est de 8 228 habitants.
Selon le Bureau du recensement des États-Unis, Centerville a une superficie totale de 3,9 miles carrés,.

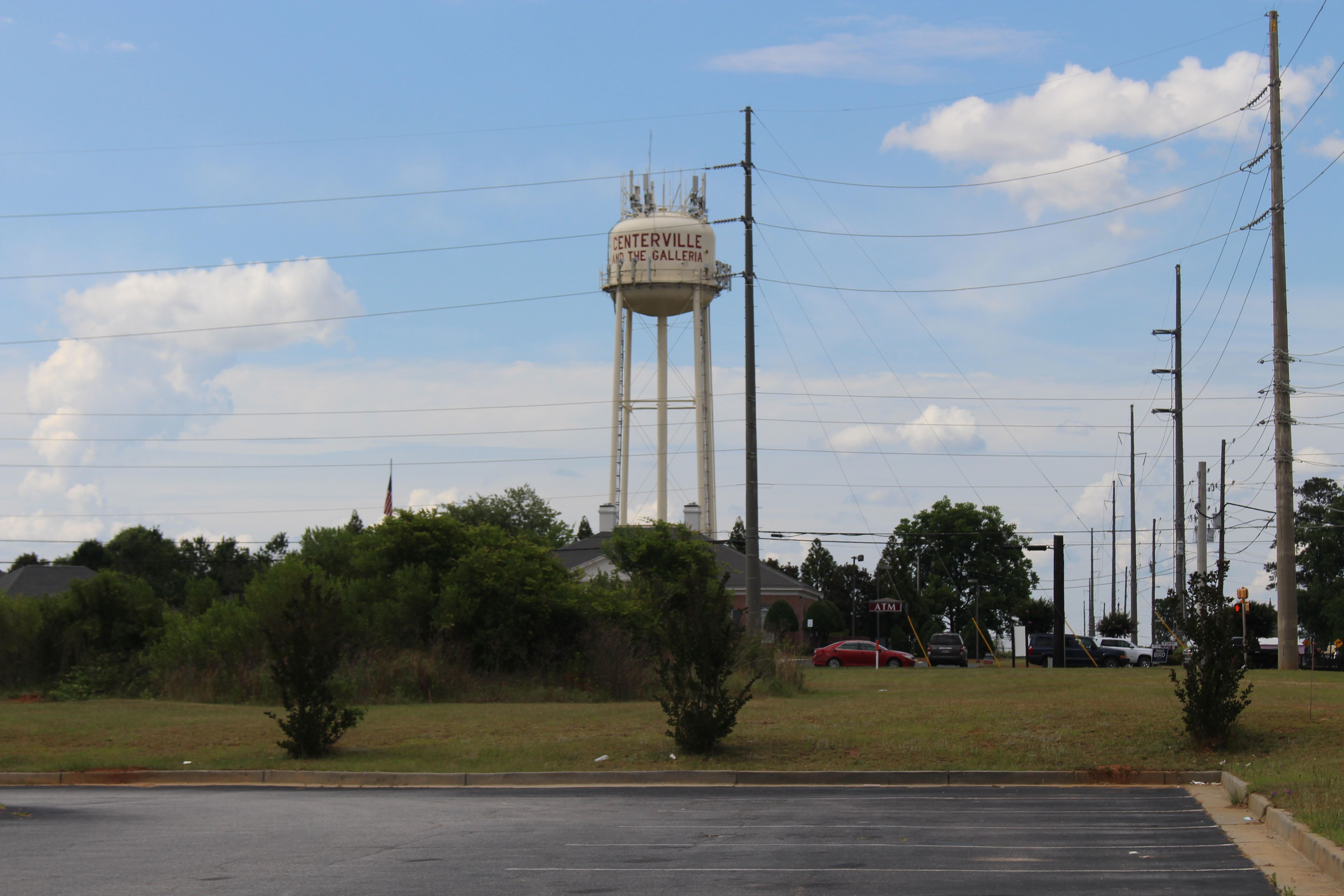
Château d'eau de Centerville